# A Cappella (album)
Pour les articles homonymes, voir A cappella (homonymie).
Albums de Todd Rundgren
The Ever Popular Tortured Artist Effect
(1983) Nearly Human
(1989)
A Cappella est le onzième album studio de Todd Rundgren, sorti en 1985. Aucun instrument n'a été utilisé pour sa réalisation : tous les sons proviennent de la voix de Rundgren (d'où le titre), électroniquement modifiée.

## Titres
Toutes les chansons sont écrites et composées par Todd Rundgren, sauf mention contraire.
| 1. | Blue Orpheus       | 5:02 |
| 2. | Johnee Jingo       | 3:51 |
| 3. | Pretending to Care | 3:40 |
| 4. | Hodja              | 3:25 |
| 5. | Lost Horizon       | 4:57 |

| 1. | Something to Fall Back On          |                                                   | 4:13 |
| 2. | Miracle in the Bazaar              |                                                   | 4:12 |
| 3. | Lockjaw                            |                                                   | 4:01 |
| 4. | Honest Work                        |                                                   | 2:40 |
| 5. | Mighty Love (reprise des Spinners) | Bruce Hawes, Joseph B. Jefferson, Charles Simmons | 3:41 |